# 527 г. пр.н.е.

## Събития

### В Азия

#### В Персийската империя
- Цар на Персийската (Ахеменидска) империя е Камбиз II (530 – 522 г. пр.н.е.).[1]
- Към тази година остров Лесбос попада под персийски контрол.[2]

### В Африка

#### В Египет
- Фараон на Египет е Амасис II (570 – 526 г. пр.н.е).[3]

### В Европа

#### В Атина
- Хипий и Хипарх са тирани. Онеторид е архонт с мандат 527/6 г. пр.н.е.[4]